# جون تي. هاريس
جون تي. هاريس هو محامي وقاضي وسياسي أمريكي، ولد في 8 مايو 1823، وتوفي في 14 أكتوبر 1899 في هاريسونبورغ في الولايات المتحدة. نشط حزبياً في الحزب الديمقراطي. وقد انتخب عضو مجلس نواب الولايات المتحدة عن ولاية فرجينيا ‏ وانتخب عضو مجلس النواب الأمريكي ‏.